# Мацей Журавський (футболіст, 2000)
Маце́й Жура́вський (пол. Maciej Żurawski, нар. 22 грудня 2000, Торунь, Польща) — польський футболіст, півзахисник клубу «Варта» (Познань).

## Ігрова кар'єра

### Клубна
Мацей Журавський народився в місті Торунь і займатися футболом починав у місцевих командах аматорського рівня. У 2016 році футболіст приєднався до клубу «Погонь» зі Щецина, де продовжив грати в молодіжній команді. Першу гру в основі Журавський провів у травні 2019 року, коли вийшов на заміну в матчі чемпіонату Польщі проти «Краковія». Наступну гру в основі півзахисник провів лише в червні 2020 року проти тієї ж «Краковії».
Другу половину сезону 2020/21 Журавський провів в оренді у клубі «Варта». А влітку 2022 року Журавський підписав з познаньским клубом повноцінний контракт до червня 2024 року.

### Збірна
З 2017 року Мацей Журавський виступав за юнацькі збірні Польщі. У березні 2021 року він дебютував у складі молодіжної збірної Польщі в матчі проти однолітків з Саудівської Аравії.